# Batna
Batna (em árabe: بـاتـنـة) é a principal cidade da província de Batna, no noroeste da Argélia. Sua população era de 290 645 habitantes, em 2008. É quinta maior cidade da Argélia.

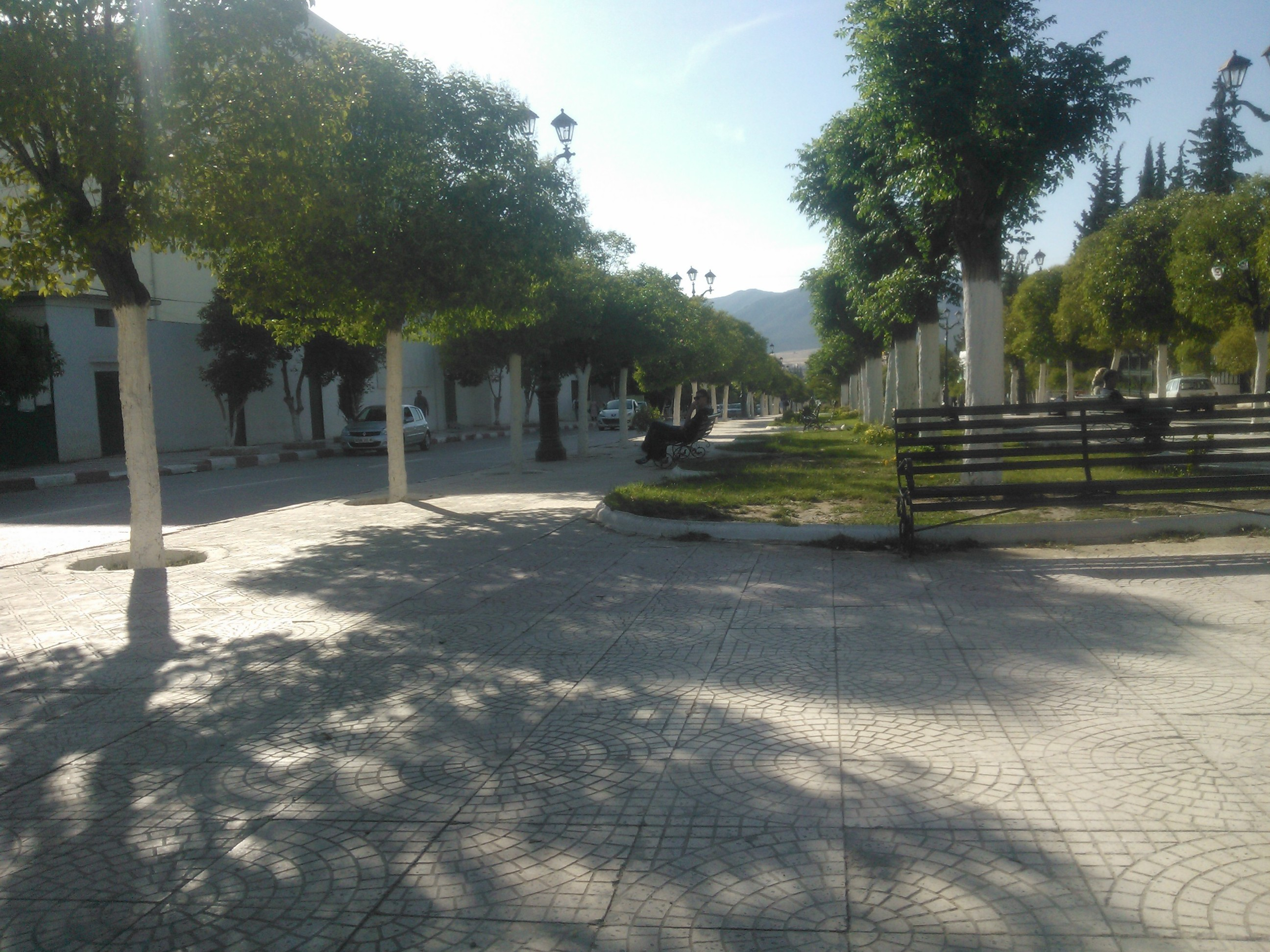
Praça de Batna